# Mord på 31:a våningen
Mord på 31:a våningen är en sciencefictionroman av Per Wahlöö som först kom ut 1964. Boken följs av Per Wahlöös roman Stålsprånget.

## Handling
I en odefinierad framtid försöker kommissarie Jensen gå till botten med ett underligt bombhot mot ett förlagshus, ägt av en familj med stor publicistisk makt. När Jensen går vidare med fallet uppdagas obehagliga hemligheter. 

## Filmatisering
Boken filmatiserades 1982 med titeln Kamikaze 1989 med Rainer Werner Fassbinder i rollen som kommissarie Jensen. Det blev Fassbinders sista roll.
Bokens översättning till ryska, som publicerades redan 1965 i Sovjetunionen, kom att ge upphov till två sovjetiska versioner för tv: 
«31-й отдел» från 1972 i regi av Jurij Aksionov och ”Гибель 31:ого одтдела” från 1980, där estländaren Peeter Urbla stod för regin.